# جوزف کرئان
جوزف کرئان (انگلیسی: Joseph Crehan؛ ۱۵ ژوئیهٔ ۱۸۸۳ – ۱۵ آوریل ۱۹۶۶) یک هنرپیشه اهل ایالات متحده آمریکا بود.

## فیلم‌شناسی
- در یک شب اتفاق افتاد
- محاکمه در نورنبرگ
- موسیو وردو
- آقای جردن وارد می‌شود
- بی‌تجربه‌ها
- زن
- شکوفه در غبار
- خواب ابدی
- آنتونی ادورس
- کارکنان
- گروه رگتایم الکساندر
- خشم سیاه
- حد مکانی، آمریکا
- باج‌گیری
- تگزاس
- ماجرای پرشور هالیوود